# Rock & Roll (песня The Velvet Underground)
«Rock & Roll» (иногда пишется как «Rock 'n' Roll») — песня группы the Velvet Underground, она была выпущена на их альбоме Loaded в 1970 году. Песня была написана тогдашним лидером группы — Лу Ридом, который через некоторое время после ухода из группы продолжил исполнять её на своих сольных концертах.
В песне рассказывается о появлении рок-н-ролла, а также о истории девушки по имени Дженни, чья «жизнь была спасена благодаря рок-н-роллу».
В заметках к альбому-сету Peel Slowly and See Лу Рид писал: «'Rock & Roll' это песня обо мне. Если бы я не услышал рок-н-ролл по радио, я бы и не мог представить, что на этой планете существует жизнь. В моём понимании это было бы разрушительно предполагать, что всё вокруг и где бы то ни было, не отличается от того места где я находился. Это было бы крайне обескураживающим. Фильмы не помогали мне в этом. Телевидение тоже. Только радио, оно одно делало это возможным».
Песня также появляется на альбомах 1969: The Velvet Underground Live; Live MCMXCIII; Loaded: Fully Loaded Edition; American Poet; Another View; Rock ’n’ Roll Animal; Live in Italy; Rock and Roll: an Introduction to The Velvet Underground.; Rock and Roll Diary: 1967—1980.

## Известные кавер-версии и упоминания в поп-культуре
«Rock & Roll» появляется в таких фильмах как: «Как узнать своих святых», «Школа рок-н-ролла», а также «Панк из Солт-Лейк-Сити».